# Tones on Tail
Tones on Tail — рок-группа; побочный проект, созданный Дэниелом Эшем из Bauhaus со своим другом и менеджером Bauhaus Гленном Кэмплингом в 1982 г. После распада Bauhaus в 1983 г. к ним присоединился ударник Кевин Хаскинс. Группа распалась в 1984 г., после чего Эш и Хаскинс продолжили работать под именем «Love and Rockets». Гленн Кэмплинг также оформил обложку первого полноценного альбома Bauhaus — In the Flat Field.

## История группы
Tones on Tail играли психоделически-сюрреалистическую музыку с оттенком английского хард-рока. Она является текстурной и интроспективной и представляет собой характерный пример творчества Эша. Группа ставит акцент на создании максимально разного звука для каждой песни. На концертах группа одевалась во всё белое по контрасту с выступлениями Bauhaus во всём чёрном. Они никогда не достигли коммерческого успеха, хотя песня «Go!» стала хитом в ретро-данс клубах и часто включалась в сборники музыки 1980-х. Они редко давали концерты и лишь однажды провели короткий тур по Великобритании и по Северной Америке.
Маленький каталог группы стал объектом для многих сборников на протяжении многих лет. Малые независимые лейблы (такие как «4AD» и «Situation Two») выпускали ограниченным тиражом диски с слегка отличавшимся от предыдущих списком песен. Некоторые песни были доступны только на виниловых дисках, поэтому собирание полной дискографии Tones on Tail было трудной задачей. Так обстояло дело до 1998 г., когда под именем Everything! вышло двух-дисковое собрание всех песен, с полным ремастерингом, плюс интервью на радио с Эшем и Кэмплингом.

## Дискография
Студийные альбомы
- Pop — 1984

Мини-альбомы и синглы
- Tones on Tail (1982)
- There’s Only One (1982)
- Burning Skies (1983)
- Performance (1984)
- Lions (1984)
- Christian Says (1984)
- Go! (1984)